# Rimersburg
Rimersburg es un borough ubicado en el condado de Clarion en el estado estadounidense de Pensilvania. En el año 2000 tenía una población de 1,051 habitantes y una densidad poblacional de 1,159.4 personas por km².

## Geografía
Rimersburg se encuentra ubicado en las coordenadas 41°02′30″N 79°30′09″O / 41.04167, -79.50250.

## Demografía
Según la Oficina del Censo en 2000 los ingresos medios por hogar en la localidad eran de $23,155 y los ingresos medios por familia eran $31,417. Los hombres tenían unos ingresos medios de $27,500 frente a los $17,083 para las mujeres. La renta per cápita para la localidad era de $12,549. Alrededor del 18.4% de la población estaba por debajo del umbral de pobreza.